# 하야쓰키카즈미역
하야쓰키카즈미역(일본어: 早月加積駅)은 일본 도야마현 나메리카와시에 위치한 도야마 지방 철도 본선의 철도역이다. 상대식 승강장 2면 2선의 구조를 갖춘 지상역이다.

## 타는 곳
| 1 | ■ 본선 | 상행 | 나카나메리카와 · 가미이치 · 데라다 · 엣추에바라 · 덴테쓰토야마 방면 |
| 2 | ■ 본선 | 하행 | 덴테쓰우오즈 · 덴테쓰쿠로베 · 우나즈키온센 방면                     |

## 역 주변
바로 서쪽에, 아이노카제토야마 철도가 병행 · 통과함. 역 북쪽 700m에는 히가시나메리카와역이 있음.

## 역사
- 1950년 3월 23일 : 개업.

## 인접 역
| 도야마 지방 철도 ■ 본선      | 도야마 지방 철도 ■ 본선 | 도야마 지방 철도 ■ 본선        |
| ---------------------------- | ----------------------- | ------------------------------ |
| 나메리카와 덴테쓰토야마 방면 | 급행                    | 니시우오즈 우나즈키온센 방면   |
| 하마카즈미 덴테쓰토야마 방면 | 보통                    | 엣추나카무라 우나즈키온센 방면 |